# David Lynch

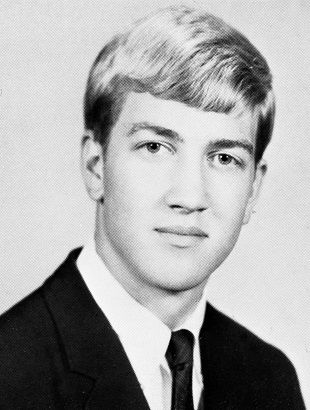
Lynch w liceum (1964)

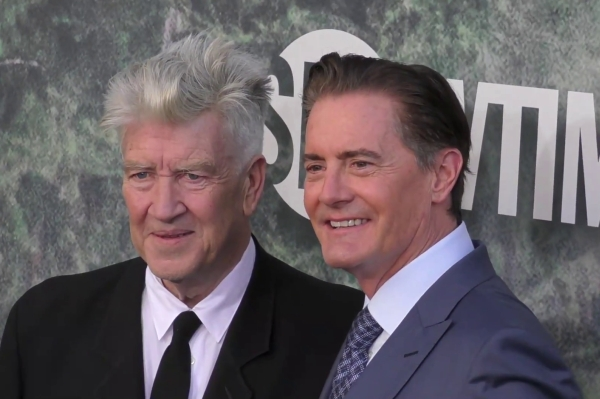
Lynch i MacLachlan na premierze 3. sezonu Twin Peaks w 2017

David Keith Lynch (ur. 20 stycznia 1946 w Missouli, zm. 15 stycznia 2025) – amerykański reżyser, aktor, producent i scenarzysta filmowy, muzyk, malarz.

## Wczesne życie i edukacja
Jego matka, Edwina, miała korzenie fińskie i niemieckie, a ojciec, Donald Walton Lynch, był pochodzenia angielskiego, szkockiego i irlandzkiego.
W dzieciństwie Lyncha jego rodzina często się przeprowadzała. Jego wczesnym marzeniem było zostać malarzem. Po ukończeniu szkoły średniej, studiował malarstwo, jednak studiów nie ukończył. O swoim dzieciństwie mówił:

Jako dziecko uważałem świat za całkowicie fantastyczny. Oczywiście, miałem zwykłe obawy, jak chodzenie do szkoły... dla mnie, w tamtym czasie, szkoła była przestępstwem przeciwko młodym ludziom. Niszczyła nasiona wolności. Nauczyciele nie zachęcali do wiedzy ani pozytywnego nastawienia.

Nie uczyłem się. Nic nie robiłem. Nie znosiłem tego. Nienawidziłem. Najważniejsze było to, co działo się poza szkołą. To wywarło na mnie przemożny wpływ. Ludzie, związki, prywatki, wielka miłość.

## Twórczość
Był jednym z najbardziej kontrowersyjnych i charakterystycznych amerykańskich reżyserów filmowych. Wypracował własny styl, w którym równie istotną rolę odgrywają wszystkie elementy dzieła: postacie, światło, montaż, muzyka. W swoich filmach często odwoływał się do elementów surrealistycznych, chętnie tworzył wariacje na temat ludzkiej podświadomości, marzeń i fobii. Część filmów starała się pokazać ciemną, ukrytą stronę życia prowincjonalnych miasteczek. Światową sławę przyniósł Lynchowi zrealizowany w 1989 serial telewizyjny Miasteczko Twin Peaks, choć już wcześniej był nominowany do Oscara za film Człowiek słoń.
Filmy Lyncha mają także charakter demaskatorski (Mulholland Drive, Dzikość serca, Blue Velvet) dzięki odsłanianiu kurtyny, przedstawianiu zakulisowego życia bohaterów, skrywanych przed zewnętrznym światem intryg. Fabuła jego filmów poprzez to staje się wielopłaszczyznowa, przy czym płaszczyzny te przenikają się wzajemnie. Rzeczywistość snu przenika się z rzeczywistością codzienności, przez co rozmyte wątki trudno jednoznacznie zinterpretować. Widz skazany jest na konieczność samodzielnego rozwiązywania zagadek, odczytywania surrealistycznych metafor, łączenia przypadkowych zdarzeń w całość.
Inland Empire powstał częściowo w Łodzi, gdzie reżyser planował otworzyć studio filmowe. Od 2003 realizowany jest również filmowy projekt o roboczym tytule The Green Room in Lodz, którego epizody wykorzystano w Inland Empire.

## Życie prywatne
David Lynch był żonaty czterokrotnie: z Peggy Lentz w latach 1967–1974, małżeństwo zakończyło się rozwodem. Następnie z Mary Fisk (1977–1987; rozwód), Mary Sweeney (2006–2006; rozwód) i Emily Stofle (2009–2025; do jego śmierci).
Przewodniczył jury konkursu głównego na 51. MFF w Wenecji (1994) oraz na 55. MFF w Cannes (2002). Był członkiem Komitetu Honorowego festiwalu Camerimage.
Od lipca 1973 David Lynch praktykował medytację transcendentalną. W 1975 w ośrodku Spiritual Regeneration Movement w Los Angeles w Kalifornii poznał guru Maharishiego Yogi. Odtąd, aż do śmierci promował szkoły „latających joginów”, a pomagały mu w tym uznane gwiazdy muzycznego showbiznesu jak Donovan, George Harrison, Paul McCartney, Sheryl Crow, Eddie Vedder, Moby, Ben Harper, Trent Reznor i Mike Love z The Beach Boys.

## Choroba i śmierć
Lynch nałogowo palił papierosy. Zaczął palić w wieku 8 lat, w 2020 roku zdiagnozowano u niego rozedmę płuc, spowodowaną wieloletnim paleniem. Zmarł 15 stycznia 2025 roku, 5 dni przed swoimi urodzinami. Miał 78 lat. Doszło u niego do zatrzymania akcji serca, a jako przyczynę śmierci podano przewlekłą obturacyjną chorobę płuc. Został skremowany, a jego szczątki pochowano na cmentarzu Hollywood Forever.

## Reżyseria

### Filmy pełnometrażowe
- Głowa do wycierania (Eraserhead, 1977)
- Człowiek słoń (The Elephant Man, 1980)
- Diuna (Dune, 1984)
- Blue Velvet (1986)
- Dzikość serca (Wild at Heart, 1990)
- Twin Peaks: Ogniu krocz ze mną (Twin Peaks: Fire Walk with Me, 1992)
- Zagubiona autostrada (Lost Highway, 1997)
- Prosta historia (The Straight Story, 1999)
- Mulholland Drive (2001)
- Inland Empire (2006)

### Seriale TV
- Miasteczko Twin Peaks (Twin Peaks, 1990–1991)
- American Chronicles (1990)
- Na antenie (On the Air, 1992)
- Hotel Room (1993)
- Dumbland (2002)
- Króliki (Rabbits, 2002)
- Twin Peaks (2017)

### Filmy krótkometrażowe
- Sześciu mężczyzn, którym robi się niedobrze (Six Figures Getting Sick, 1966)
- Alfabet (The Alphabet, 1968)
- Babcia (The Grandmother, 1970)
- Kaleka (The Amputee, 1974)
- Symfonia przemysłowa nr 1 (Industrial Symphony No. 1, 1990)
- Premonitions Following an Evil Deed (Lumiere i spółka (fragment), 1995)
- Przyciemniony pokój (Darkened Room, 2002)
- Boat (2007)
- Absurda (2007)
- 42 One Dream Rush (segment Dream #7) (2009)

### Teledyski
- „Wicked Game” – Chris Isaak (wersja filmowa, 1990)
- „Crazy Clown Time” – David Lynch (2011)
- „Came Back Haunted” – Nine Inch Nails (2013)

## Nagrody
- Cezar
  - Najlepszy film zagraniczny: 1982: Człowiek słoń
  - 2002: Mulholland Drive
- Nagroda na MFF w Cannes
  - Złota Palma: 1990: Dzikość serca
  - Najlepsza reżyseria: 2001: Mulholland Drive
- Nagroda na MFF w Wenecji
  - 2006: Honorowy Złoty Lew: za całokształt twórczości
  - Nagroda Festiwalu Przyszłości Kina: 2006: Inland Empire

## Odznaczenia
- Oficer Legii Honorowej (Francja, 2007)[12]
- Złoty Medal „Zasłużony Kulturze Gloria Artis” (2007)[13]